# SpaceX CRS-8
SpaceX CRS-8 (SpX-8) – misja statku transportowego Dragon, wykonana przez prywatną firmę SpaceX na zlecenie amerykańskiej agencji kosmicznej NASA w ramach programu Commercial Resupply Services w celu zaopatrzenia Międzynarodowej Stacji Kosmicznej (ang. International Space Station, ISS). W ramach tej misji wykonano również udane lądowanie pierwszego stopnia rakiety na specjalnej barce.

## Przebieg misji

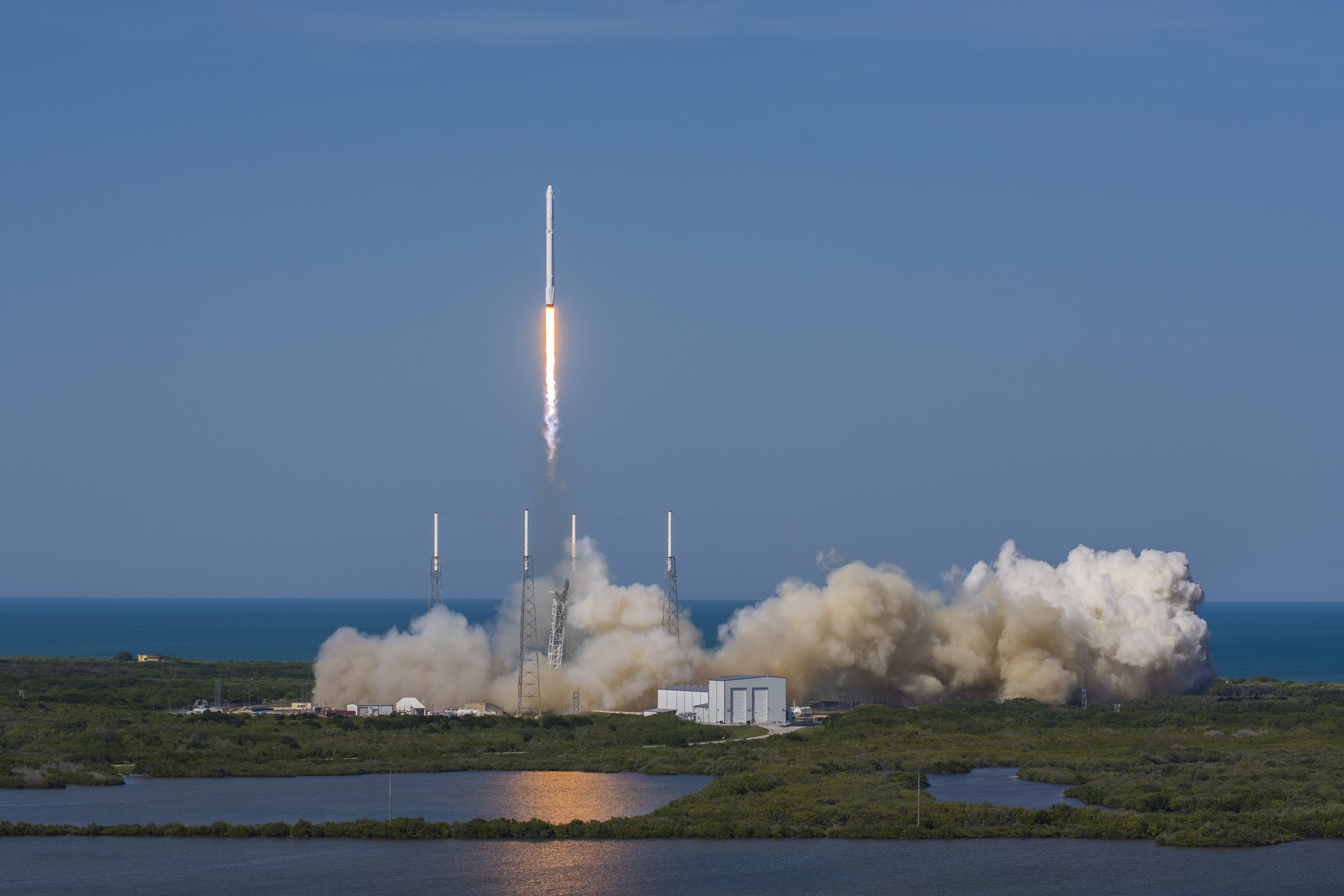
Start rakiety Falcon 9 FT z Cape Canaveral Air Force Station w ramach misji SpaceX CRS-9

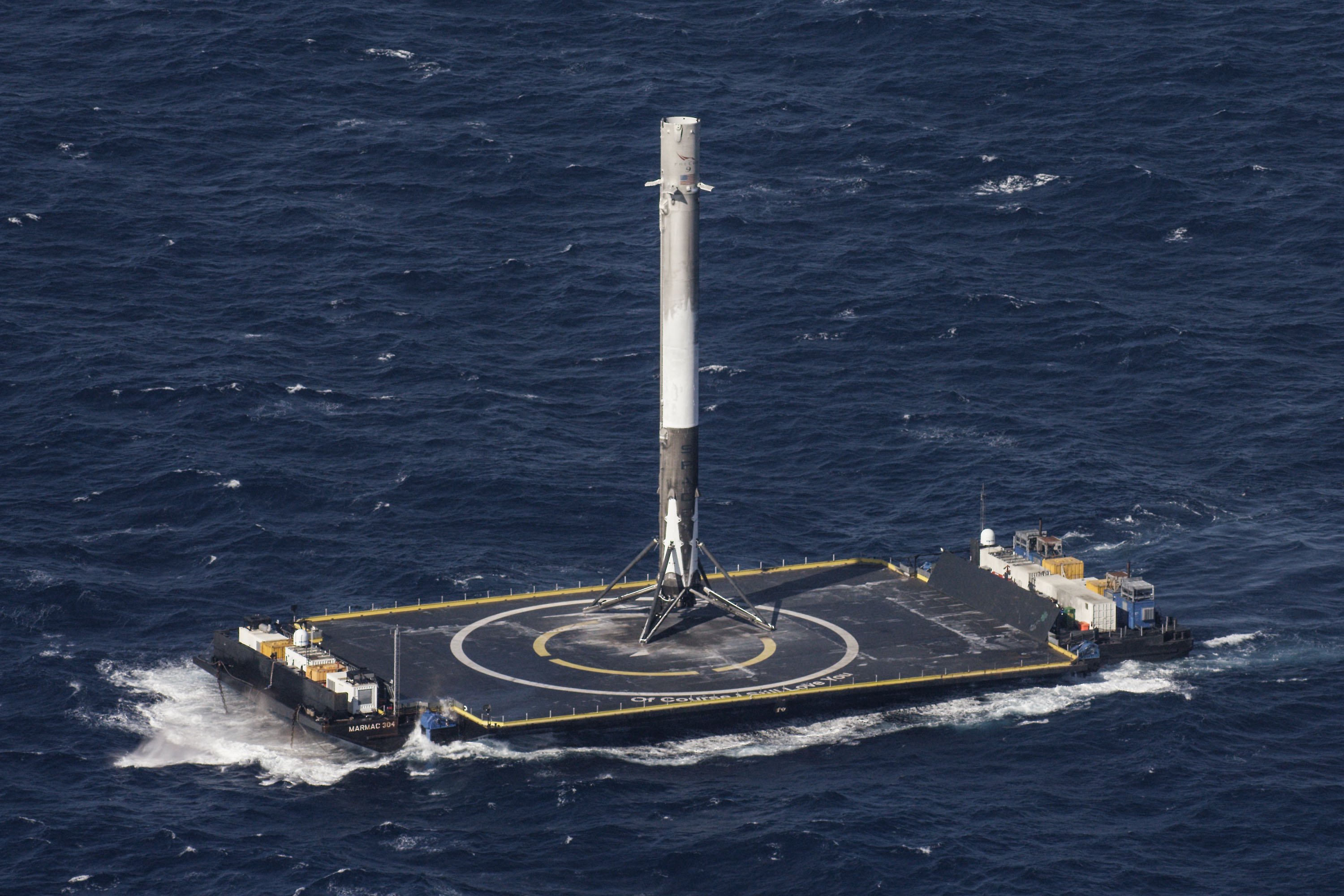
Pierwszy stopień rakiety Falcon 9 FT po wylądowaniu na barce

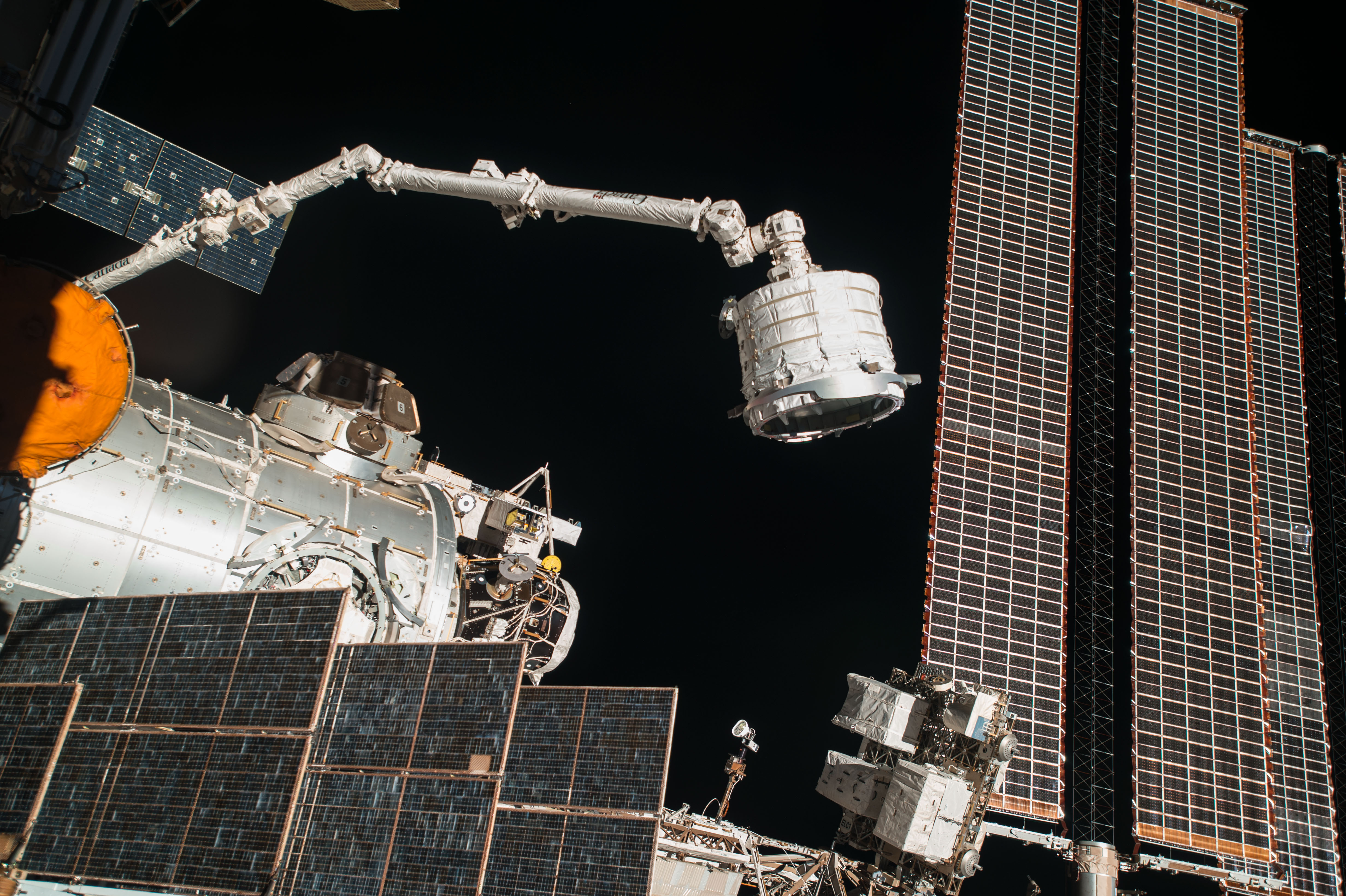
Przenoszenie modułu BEAM z ładowni statku Dragon

Start misji nastąpił 8 kwietnia 2016 roku o 20:43:31 czasu UTC. Rakieta nośna Falcon 9 w wersji Full Thrust wystartowała ze statkiem Dragon z platformy startowej SLC-40 z kosmodromu Cape Canaveral Space Force Station. W ciągu dwóch dni na orbicie Dragon zbliżył się do ISS i 10 kwietnia 2016 o 11:23 UTC został uchwycony przez mechaniczne ramię Canadarm2. Następnie został on przyciągnięty do portu dokującego w module Harmony i o 13:57 UTC  zacumowany do stacji.
Po tym gdy pierwszy stopień rakiety Falcon 9 zakończył swoje zadanie i odłączył się od reszty, wykonano próbę jego lądowania na specjalnej barce na Atlantyku. Stopień najpierw wykonał szereg manewrów, dzięki którym powrócił w niskie warstwy atmosfery. Dziewięć minut po starcie, o 20:52:10 UTC wylądował on pionowo na barce o nazwie Of Course I Still Love You, która znajdowała się ok. 300 km od wybrzeża Florydy. Była to druga zakończona sukcesem próba lądowania pierwszego stopnia rakiety wykonana przez firmę SpaceX, ale pierwszy taki udany manewr z wykorzystaniem pływającej barki. Barka następnie przepłynęła do Port Canaveral na Florydzie, skąd zabrano pierwszy stopień rakiety do Centrum Kosmicznego imienia Johna F. Kennedy’ego, gdzie wykonane zostaną testy. Jeśli zakończą się one pomyślnie, pierwszy stopień rakiety zostanie ponownie wykorzystany podczas jednej z przyszłych misji. Dzięki ponownemu wykorzystaniu pierwszych stopni rakiet, firma SpaceX pragnie obniżyć koszty wynoszenia satelitów i statków kosmicznych na orbitę.
16 kwietnia 2016 roku przeniesiono przy pomocy Canadarm2 moduł BEAM z ładowni statku Dragon do bocznego węzła modułu Tranquility.
Statek Dragon pozostał zadokowany do ISS przez miesiąc. Jego odcumowanie nastąpiło 11 maja 2016 roku o 10:02 UTC. Następnie Dragon został odciągnięty od stacji przez Canadarm2 i wypuszczony o 13:19 UTC. Jeszcze tego samego dnia wykonano manewr deorbitacji pozwalający na wejście wypełnionej materiałami z ISS kapsuły powrotnej w atmosferę. Lądowanie nastąpiło o 18:31 UTC na wodach Pacyfiku w okolicach Półwyspu Kalifornijskiego.

## Ładunek

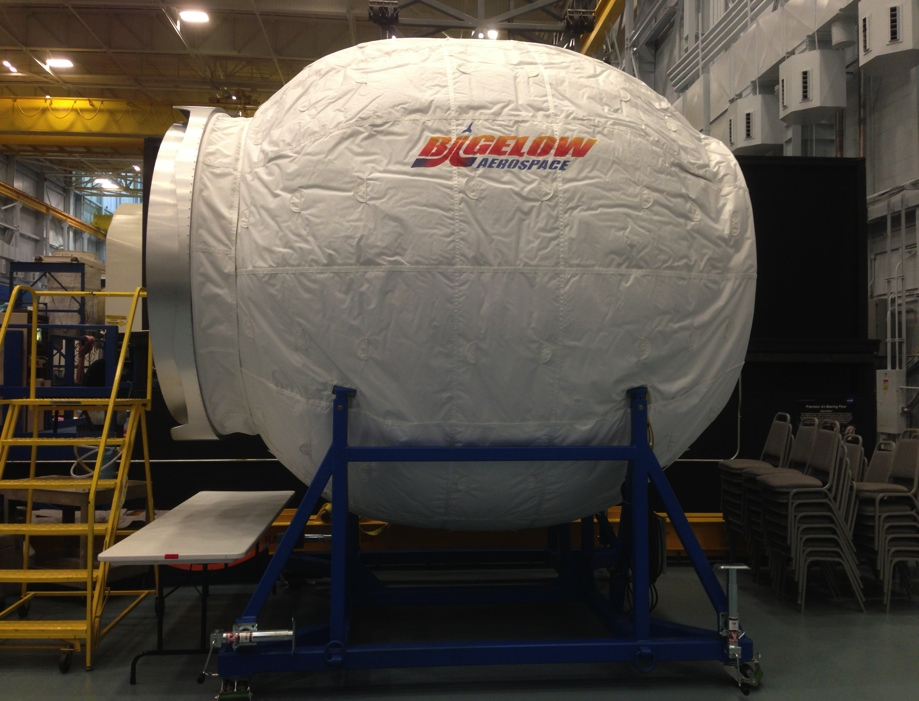
Makieta modułu BEAM w pełnym rozłożeniu

Głównym ładunkiem Dragona był znajdujący się w jego ładowni i ważący 1413 kg Bigelow Expandable Activity Module (BEAM). Jest to eksperymentalny, nadmuchiwany moduł mieszkalny skonstruowany przez firmę Bigelow Aerospace. Moduł BEAM jest wykonany ze specjalnej wzmocnionej tkaniny, a do ISS ma być podłączony przez 2 lata. W tym czasie przetestowana ma zostać jego trwałość, odporność na promieniowanie kosmiczne oraz możliwość utrzymywania odpowiedniej temperatury. Moduł pozostanie zamknięty przez większość tego okresu, a załoga będzie wchodzić na niego sporadycznie w celu zebrania potrzebnych danych.
W module ciśnieniowym Dragona znajdowało się 1723 kg zaopatrzenia dla ISS, w tym:
- 640 kg materiałów do eksperymentów naukowych,
- 547 kg środków dla załogi,
- 108 kg urządzeń elektronicznych,
- 33 kg zaopatrzenia dla rosyjskiego segmentu stacji,
- 12 kg wyposażenia potrzebnego do spacerów kosmicznych.

Po rozładowaniu statku Dragon, został on wypełniony materiałami, które miały powrócić na Ziemię. W sumie w kapsule powrotnej znalazło się 1678 kg ładunku, w tym m.in. sprzęt komputerowy, zakończone eksperymenty naukowe, niepotrzebne przedmioty oraz śmieci do utylizacji.

## Galeria

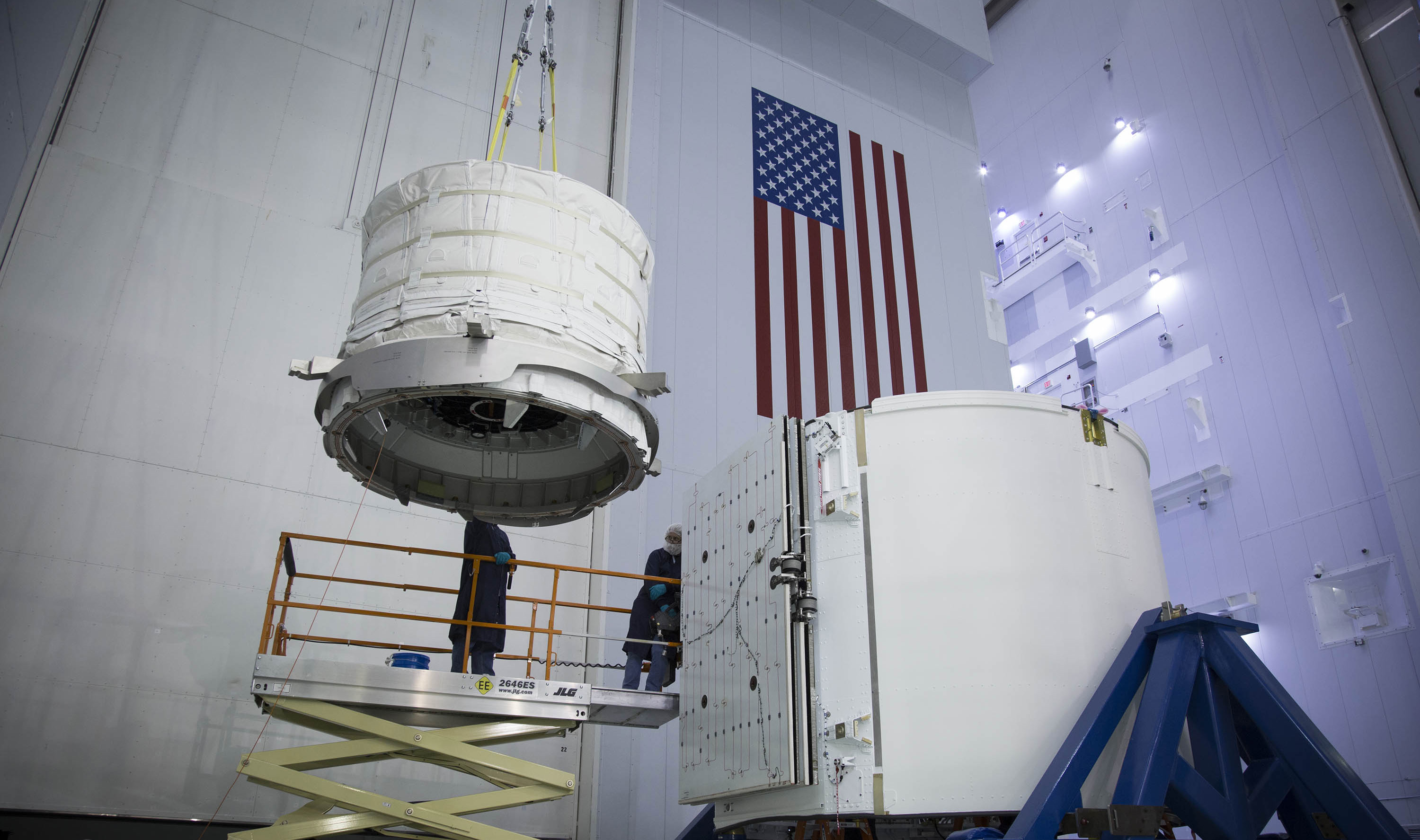
Załadunek modułu BEAM do ładowni statku Dragon
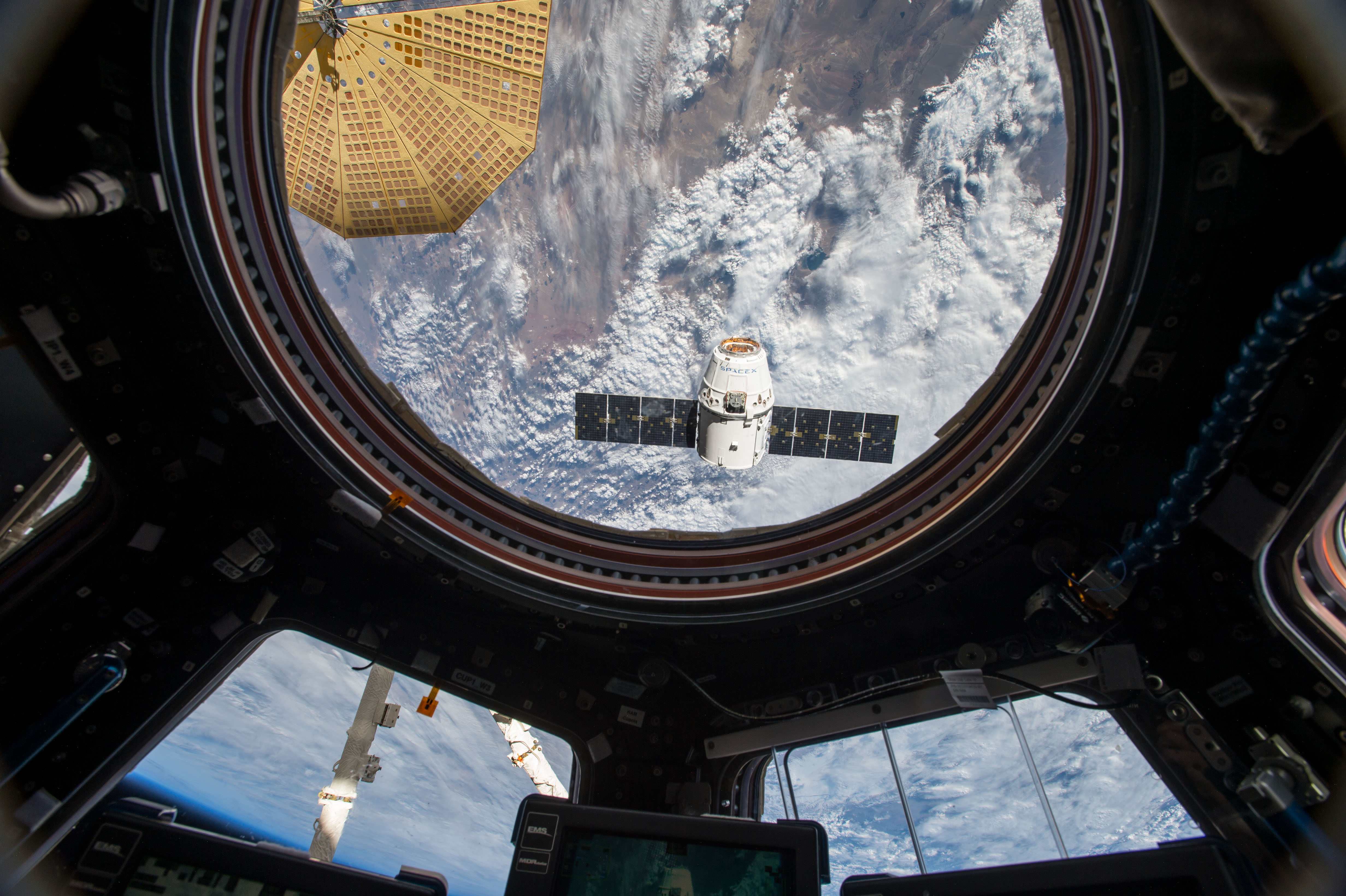
Statek Dragon zbliżający się do ISS widziany z modułu Cupola
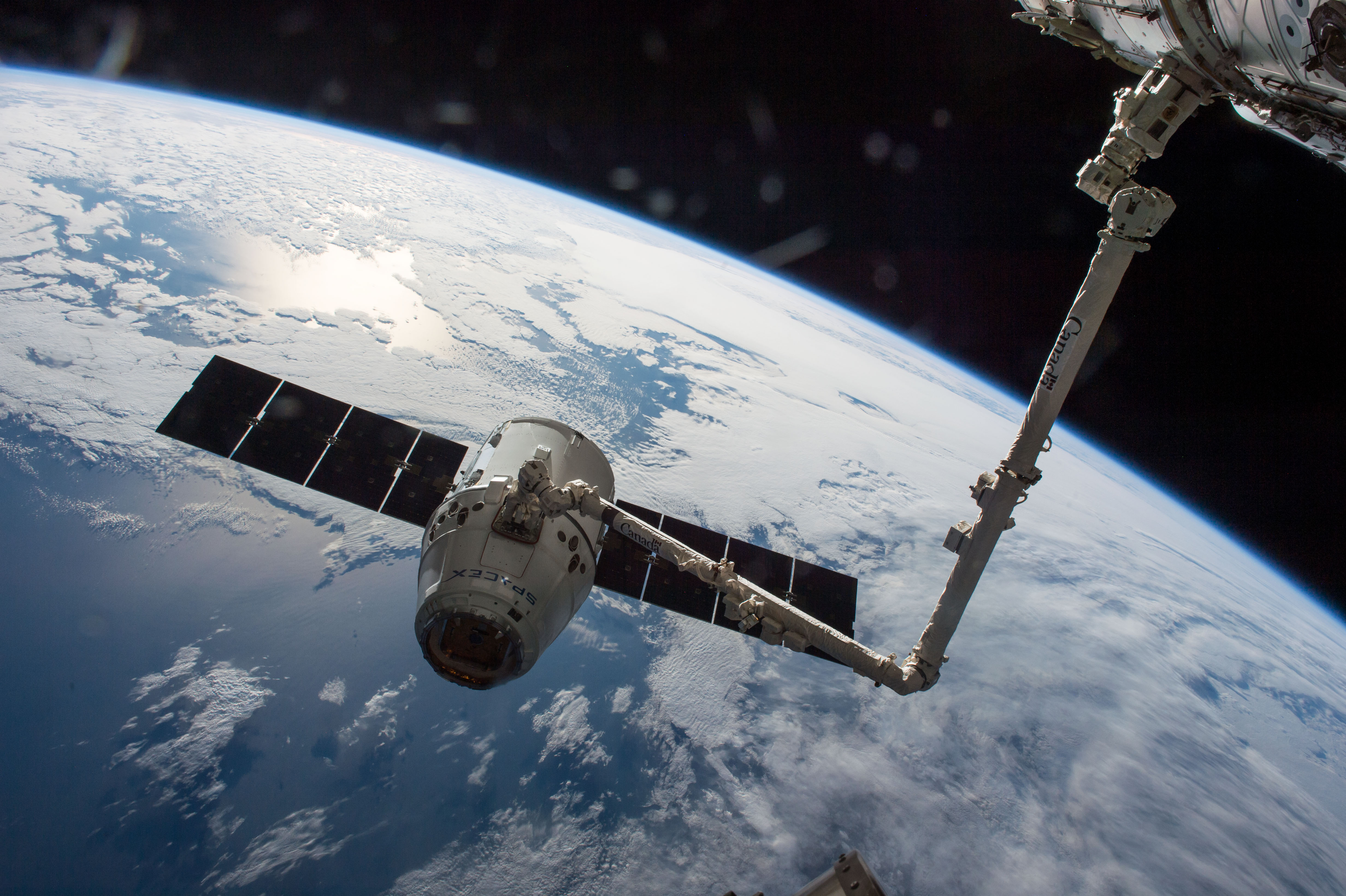
Statek Dragon uchwycony przez Canadarm2
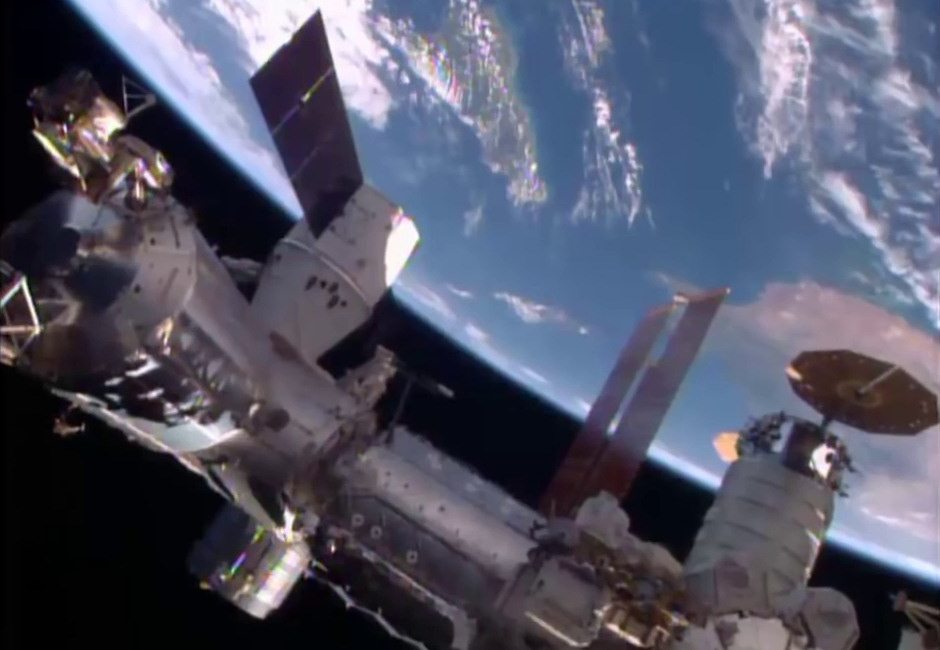
Dragon zacumowany do modułu Harmony (z lewej) i statek transportowy Cygnus zadokowany do modułu Unity (z prawej)
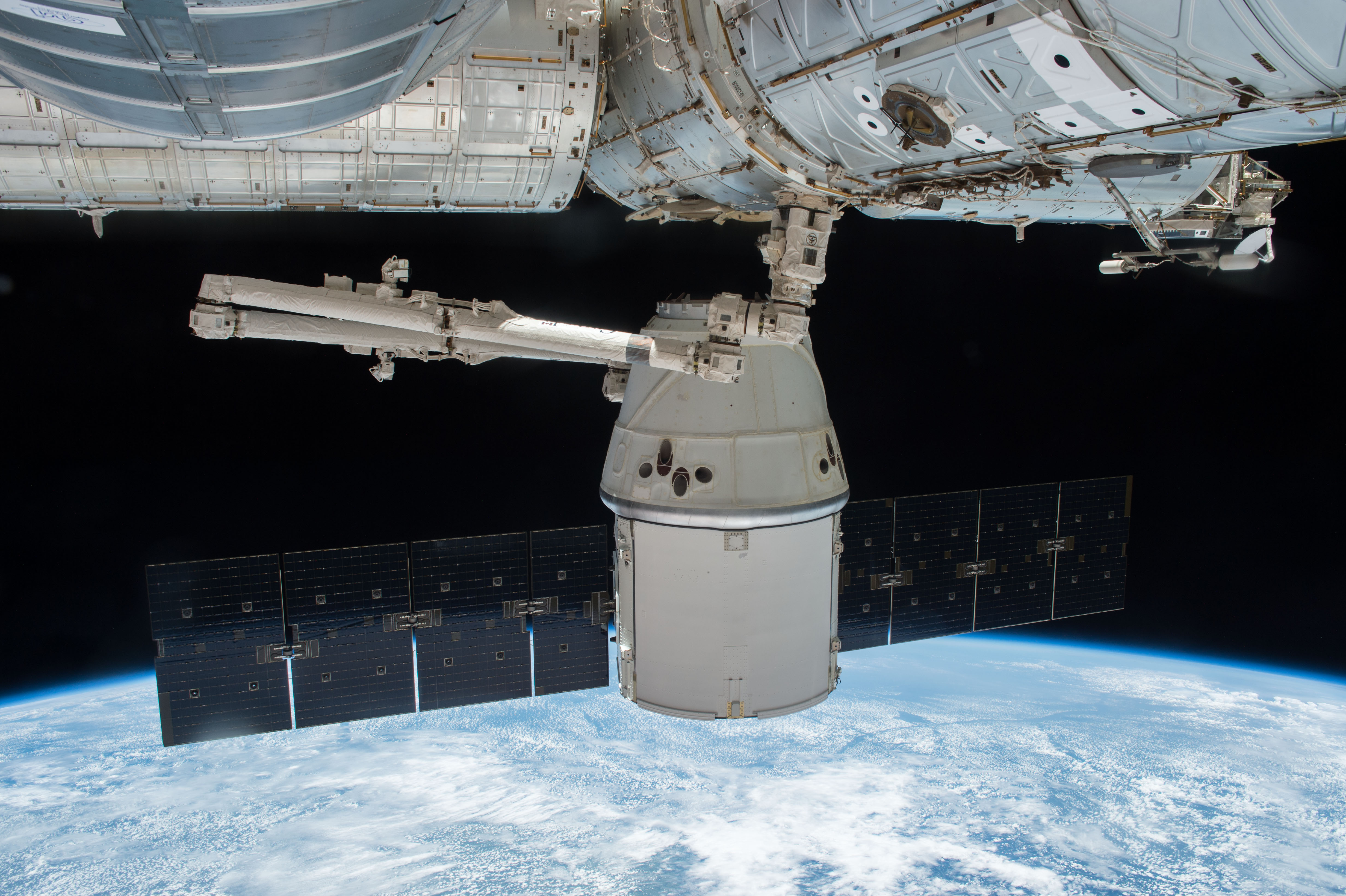
Dragon chwilę po odcumowaniu od stacji jest odciągany przez Canadarm2